# 디 월리스
디 월리스(영어: Dee Wallace, 1947년 12월 14일 ~ )는 미국의 배우이다. 영화 《E.T.》의 엄마 역으로 출연한 것으로 유명하다.

## 출연 작품
- 인어공주: 마법물약의 비밀 (2023) - 바다 마녀 레비나 역 (목소리)
- 더 네스트 (2021)
- 사탄의 인형: 상속 받은 저주 (2019)
- 위자 하우스 (2018)
- 데스 하우스 (2018)
- 아일라 (2017)
- 레드 크리스마스 (2016)
- 저스트 애드 매직 (2015)
- 좀비 킬러스: 엘리펀츠 그레이브야드 (2015)
- 2 베드룸 1 배스 (2014)
- 비트윈 더 샌드 앤 더 스카이 (2014)
- 러브 앤 머시 (2014)
- 마이 스텝브라더스 이즈 어 뱀파이어!?! (2013)
- 셀블록 11 (2013)
- 언핼로드 (2013)
- 헨젤과 그레텔 2014 (2013)
- 그랜드 피아노 (2013)
- 퍼즈 트랙 시티 (2012)
- 더 보더 (2012)
- 마가린 워스 (2012)
- 로드 오브 세일럼 (2012)
- 논스톱 액시던트 (2012)
- 샘 스틸 앤 더 크리스탈 챌리스 (2011)
- 세바스찬 (2011)
- 엑시트 휴머니티 (2011)
- 킬링 루스: 스너프 다이얼로그 (2011)
- 파운드 오브 플레시 (2010)
- 엑소더스 폴 (2010)
- 베드룸 (2010)
- 특별조치 (2010)
- 해피 인 더 밸리 (2009)
- 레이븐 (2009)
- 더 레인(영어판) (2009)
- 매직 7 (2009)
- 더 혼티드 월드 오브 엘 슈퍼비스토 (2009)
- 하우스 오브 더 데블 (2009)
- 스테이 쿨 (2009)
- 리틀 레드 데빌 (2008)
- 본 드라이 (2007)
- 할로윈: 살인마의 탄생 (2007)
- 더 로스트 (2006)
- 이든 퍼뮬러 (2006)
- 클라이브바커의데드바이러스 (2006)
- 어바머너블 (2006)
- 아메리칸 블렌드 (2006)
- 헤드스페이스 (2005)
- 부-333 (2005)
- 아웃 오브 더 블랙 (2001)
- 어저스트먼트 (2001)
- 먼스 오브 선데이스 (2001)
- 플라밍고 드림스 (2000)
- 그 남자에겐 뭔가 특별한 향기가 있다 (2000)
- 킬러 인스팅트 (2000)
- 데들리 딜루전스 (1999)
- 엄마는 투명 인간 2 (1999)
- 더 크리스마스 패스 (1998)
- 펠리시티 (1998)
- 블랙 써클 보이즈 (1997)
- 뮤츄얼 니즈 (1997)
- 마인드 스톰 (1996)
- 프라이트너 (1996)
- 마녀 (1995)
- 엄마는 투명 인간 (1995)
- 스케이트보드 키드 2 (1995)
- 베스트 오브 더 베스트 3 (1995)
- 구조대 (1994)
- 검은 아기 요람 (1994)
- 위트니스(영어판) (1994)
- 세 소녀 이야기 (1994, Runaway Daughters)
- 레스큐 미 (1993)
- 의혹의 덫 (1994, Discretion Assured)
- 의혹의 시간 (1993)
- 팝콘(영어판) (1991)
- 엘리게이터 2 (1991)
- 저주의 유물 (1990)
- 뉴 래시 (1989)
- 스트레인저 온 마이 랜드 (1988)
- 사랑의 곡예사들 (1988)
- 크리터스 (1986)
- 시크릿 어드마이어 (1985)
- 아이 테이크 디즈 맨 (1983)
- 쿠조 (1983)
- 이티 (1982)
- 하울링 (1981)
- 텐 (1979)
- 공포의 휴가길 (1977)
- 스텝포드 와이브스 (1975)

### 텔레비전
- 호텔 - 시리즈 (1983)